# Vunje
Vunji, Vunje ou Invunje (em quicongo: Nvunji), também chamado Angolê e Lumbuguro, na mitologia bantu, é o inquice da inocência e protetor das crianças, equivalente ao orixá Ibeji. Na África, já foi entendido como um espírito feminino que administra a justiça e que pode manifestar-se no ventre materno, mas tal entendimento se perdeu no Brasil.